# Aittajärvi (Jukkasjärvi socken, Lappland, 753362-176955)
Aittajärvi är en sjö i Kiruna kommun i Lappland och ingår i Torneälvens huvudavrinningsområde. Sjön har en area på 0,0541 kvadratkilometer och ligger 316,1 meter över havet.

## Delavrinningsområde
Aittajärvi ingår i det delavrinningsområde (753329-176924) som SMHI kallar för Inloppet i Vivunkijärvi. Medelhöjden är 316 meter över havet och ytan är 2,45 kvadratkilometer. Räknas de 4 avrinningsområdena uppströms in blir den ackumulerade arean 71,3 kvadratkilometer. Vaikkojoki som avvattnar avrinningsområdet har biflödesordning 3, vilket innebär att vattnet flödar genom totalt 3 vattendrag innan det når havet efter 328 kilometer. Avrinningsområdet består mestadels av skog (59 procent) och sankmarker (38 procent). Avrinningsområdet har 0,06 kvadratkilometer vattenytor vilket ger det en sjöprocent på 2,3 procent.